# کارزین
کارزین شهری است از توابع استان فارس در جنوب ایران. این شهر در بخش مرکزی شهرستان قیروکارزین قرار گرفته‌است.
از جمله مشاهیر این خطه از ایران می‌توان به شیخ ابوطاهر مجدالدین محمد بن یعقوب ، عالم لغوی، ادیب، مفسر، قاضی و فقیه شافعی اشاره کرد که در این شهر به دنیا آمد.
یکی از آثار تاریخی کارزین که مربوط به دوره عمربن عبدالعزیز هست، مسجد جامع تاریخی کارزین می‌باشد.